# Jaskinia pod Żebrem
Jaskinia pod Żebrem – jaskinia w Dolinie Małej Łąki w Tatrach Zachodnich. Wejście do niej położone jest w ścianie Zagonnej Turni  opadającej do żlebu Zagon, na wysokości 1605 metrów n.p.m. Długość jaskini wynosi 15 metrów, a jej deniwelacja 3 metry.

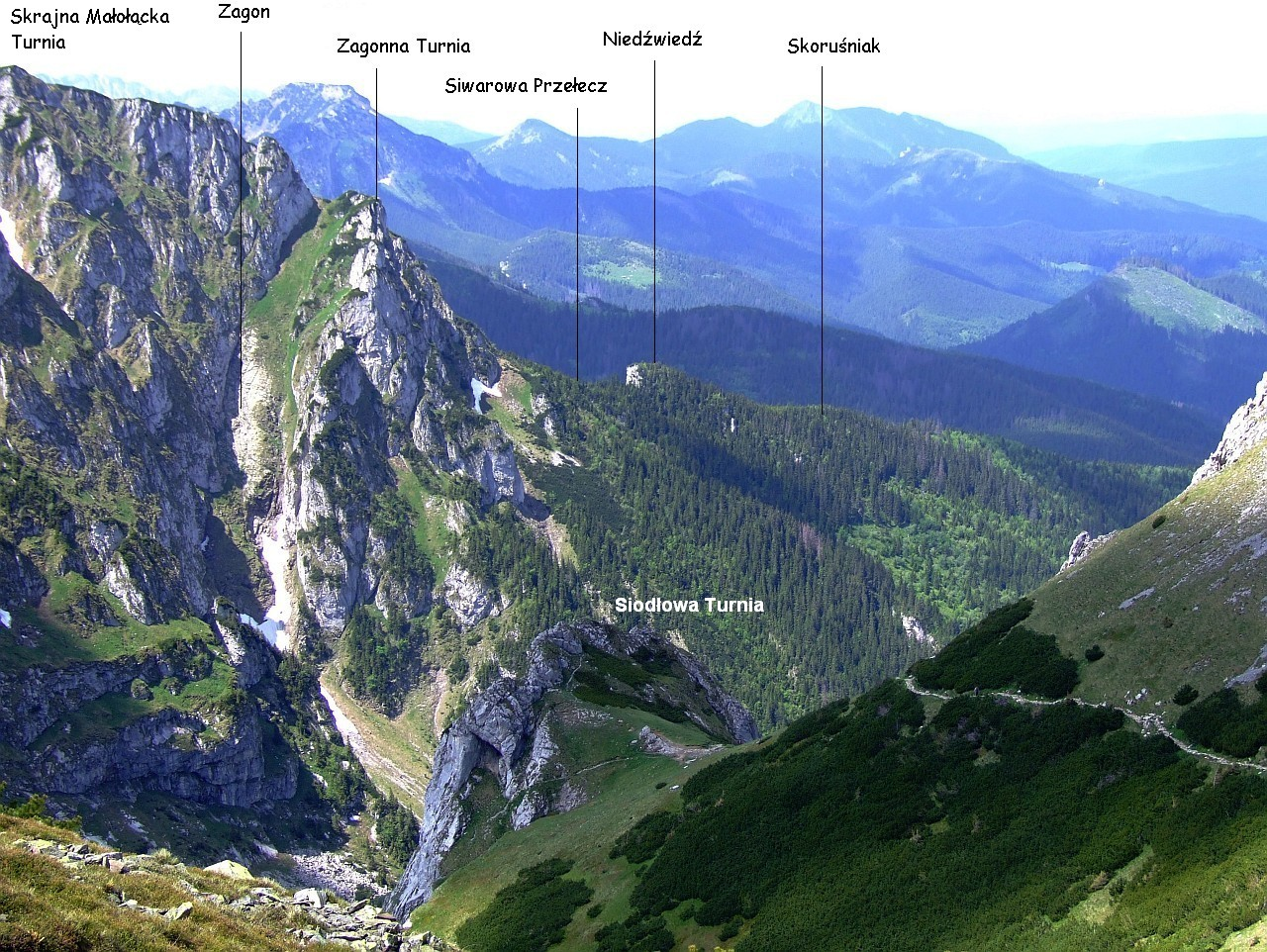
Zagon i Zagonna Turnia

## Opis jaskini
Jaskinię tworzy ciąg zaczynający się w szczelinowym otworze wejściowym i przechodzący przez dwie salki rozdzielone zaciskiem. Z drugiej salki odchodzą dwa krótkie korytarzyki zakończone namuliskami.

## Przyroda
W jaskini występują nacieki grzybkowe i polewy naciekowe. Ściany są mokre, rosną na nich mchy i glony.

## Historia odkryć
Jaskinię odkrył, a także sporządził jej plan i opis, Filip Filar w listopadzie 2005 roku.